# La libertad cristiana
La libertad cristiana (en latín: De libertate christiana, en alemán Von der Freyheith eines Christenmenschen) es el título de un memorando de Martín Lutero del año 1520 que consta de 30 tesis. Esta pequeña obra es una de las más relevantes de la Reforma Protestante. El opúsculo está dedicado al amigo de Lutero, Hieronymus Mehlpfordt (Hermann Mühlpfordt), burgomaestre de la ciudad de Zwickau en Sajonia.

## Origen
Lutero escribió este texto como respuesta a la bula papal Exsurge Domine, que había quemado públicamente en diciembre de 1520, en la que se lo instaba a abjurar en el plazo de 60 días de 41 de Las 95 tesis de Wittemberg. El chambelán Karl von Miltitz de Sajonia intentó mediar en el conflicto entre Lutero y el papado enviándole una carta al Papa León X a la que le agregó una copia traducida al latín de La libertad cristiana. Pocos meses más tarde, León X promulgó la bula Decet Romanum Pontificem en la que excomulgaba a Lutero y lo declaraba hereje, al igual que a todo aquel que siguiera sus enseñanzas.

## Ejes teológicos deLa libertad cristiana
Durante la Edad Media el cristianismo tenía la facultad de establecer un “orden sagrado”, según el cual cada persona ocupaba un lugar fijo, predeterminado por Dios. La Iglesia católica poseía la facultad de establecer este orden de acuerdo a su mejor parecer, y las personas debían someterse a él. Solamente a través de esta sujeción y el cumplimiento de muchas y variadas obligaciones formales el cristiano era partícipe de la salvación de Jesucristo. De este modo, la Iglesia Católica ejercía un control sobre las libertades individuales, cuyo único consuelo era una vida en el Más Allá, junto a Dios.
Lutero, basándose sobre todo en su interpretación personal de las Epístolas paulinas, propone una ruptura respecto a esta doctrina, retomando afirmaciones de Pablo de Tarso:
A fin de que conozcamos a fondo lo que es el cristiano y sepamos en qué consiste la libertad que para él adquirió Cristo y de la cual le ha hecho donación –como tantas veces repite el apóstol Pablo– quisiera asentar estas dos afirmaciones: El cristiano es libre señor de todas las cosas y no está sujeto a nadie. El cristiano es servidor de todas las cosas y está supeditado a todos.  (…)
A la justificación por la fe y las obras predicada por la Iglesia Católica, Lutero opone la justificación por la sola fe:
Ninguna obra hace al artesano según la calidad de ella, sino como es el artesano, así resultará también la obra. Idéntico es el caso de las obras humanas, las cuales serán buenas o malas según sean la fe o la incredulidad del hombre. Y no al contrario: como son sus obras, así será justo o creyente. (…)
La libertad cristiana es un hito en la transición de la Edad Media a la Edad Moderna porque plantea una inversión de la hasta ese entonces vigente concepción de la relación entre religión y libertad.
El texto de Lutero fue de gran relevancia para el desencadenamiento de la Guerra de los campesinos alemanes, porque aquello que Lutero había empleado en un sentido teológico, fue entendido por los campesinos en forma literal: su liberación del Vasallaje, que postularon en Los doce artículos. Lutero se opuso a las revueltas campesinas con su escrito de 1525 Contra las hordas ladronas y asesinas de los campesinos.